# Flarf
Een flarf is een gedicht waarin zoekresultaten van het internet zijn verwerkt. Een flarf kan geheel bestaan uit zoekresultaten, maar ook een tekst zijn die ermee is gelardeerd. Flarf is van oorsprong een Amerikaans fenomeen, waar zich tegenwoordig ook enkele dichters in het Nederlandse taalgebied mee bezighouden, en kan worden gezien als een moderne vorm van de readymade of collage.

## Ontstaansgeschiedenis

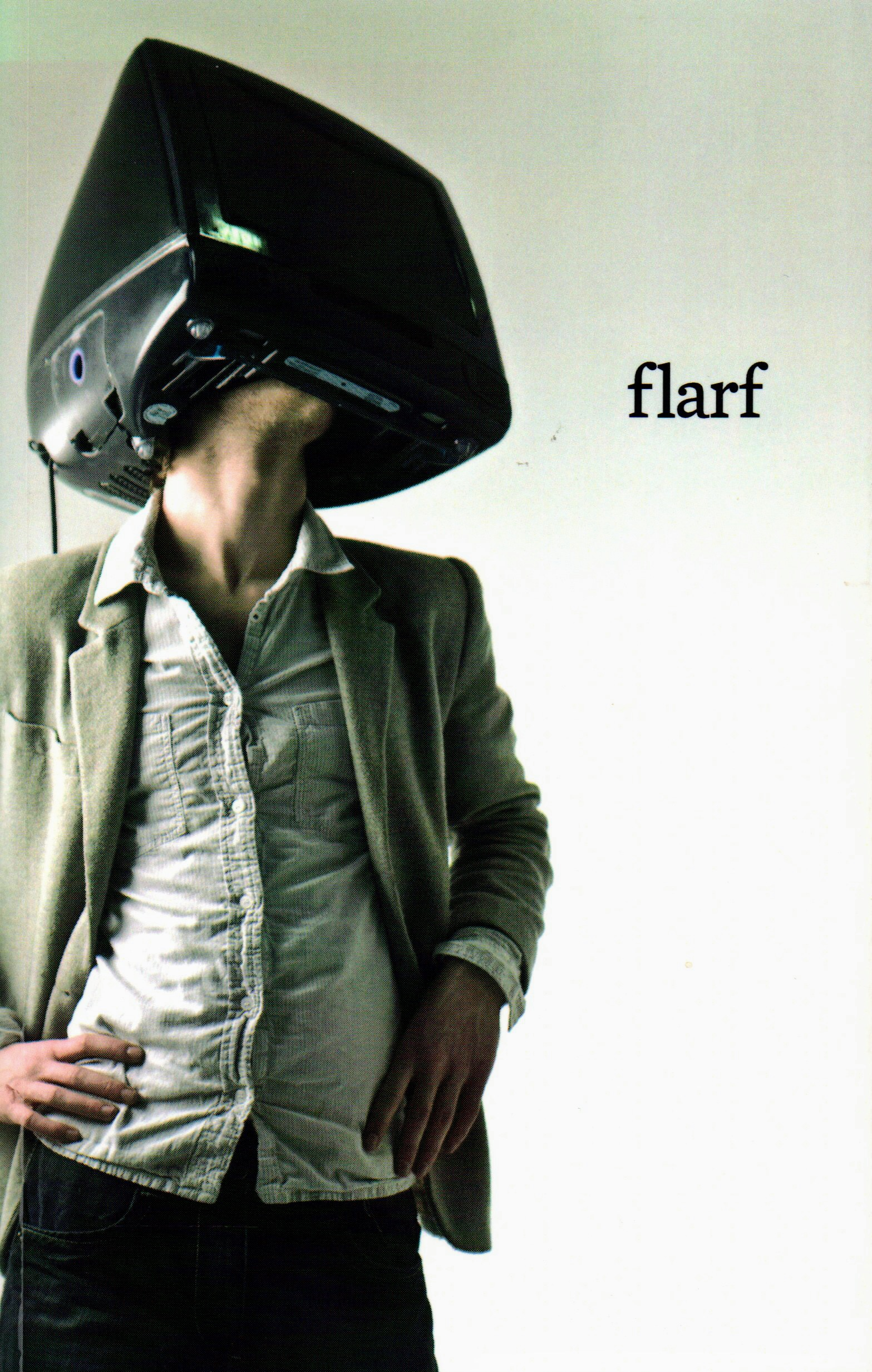
Omslag Flarf, een bloemlezing

Eind 2000 stuurt de Amerikaanse dichter Gary Sullivan een gedicht in naar poetry.com, 'een van die frauduleuze poëziewedstrijden', zoals hij de Amerikaanse organisatie noemt. Hij wil hiermee protesteren tegen de onoorbare praktijk van het verlokken van de argeloze dichter tot publicatie van zijn of haar gedichten, door poetry.com uiteraard, tegen buitensporig hoge tarieven. Aangezet door de theorie dat elk gedicht, hoe slecht ook, met het oog op winstbejag per definitie door dit soort organisaties de hemel in wordt geprezen, zendt Sullivan het slechtste gedicht in dat hij kan bedenken. Hieronder volgen de eerste tien regels van het gedicht 'Mm-hmm'.
Yeah, mm-hmm, it's true
big birds make
big doo! I got fire inside
my "huppa"-chimp(TM)
gonna be agreessive, greasy aw yeah god
wanna DOOT! DOOT!
Pffffffffffffffffffffffffft! Hey!
oooh yeah baby gonna shake & bake then take
AWWWWWL your monee, honee (tee hee)
uggah duggah buggah biggah buggah muggah
Drie weken later ontvangt Sullivan een lovende brief van poetry.com met een aanbieding om, tegen forse betaling, zijn gedichten in een 'coffee-table quality book' uit te laten geven met een 'Arristock leather cover stamped in gold and a satin bookmarker'. Sullivan maakt van dit voorval gewag op een mailinglist en roept andere dichters op om eveneens 'vreselijke' gedichten in te sturen naar poetry.com. Enkelen, waaronder K. Silem Mohammed en Drew Gardner, reageren positief. Ergens in deze beginperiode valt het betekenisloze woord flarf, dat al snel als benaming wordt opgepikt voor het 'aanstootgevende, sentimentele en infantiele' in de vreselijke gedichten. Zo ontstaat er begin 2001 een clubje dichters dat begint te experimenteren met flarf gedichten, waarbij het gebruik van Google als primaire bron van flarfteksten zijn intrede doet. Dit laatste heeft tot gevolg dat flarf steeds vaker wordt aangewend als aanduiding van de wijze waarop de poëzie tot stand komt in plaats van de aanvankelijke betekenis van 'het infantiele, het domme'.
Maar geleidelijk aan worden de flarfdichters ambitieuzer, zowel ten opzichte van hun gebruik van de techniek als van de gedichten zelf, en beginnen ook online en in gedrukte magazines te publiceren. De flarfsels trekken spoedig de aandacht, worden door sommigen positief en weer door anderen negatief ontvangen.

## Techniek
Michael Magee, een flarfdichter van het eerste uur, zegt over de toepassing van Google het volgende: ‘Flarf is een collagetechniek die Google zoekresultaten gebruikt, met name de van websites en weblogs afkomstige citaten die Google op haar resultaatpagina's laat zien. In het begin was de toepassing grillig en vond ongeveer zo plaats: je liet Google op twee termen zoeken, bijvoorbeeld “anarchie” en “broodje tonijn”, en met behulp van de door Google gevangen woorden, frases, zinnen (je bezocht nooit de originele websites zelf) zette je vervolgens een gedicht in elkaar. Het resultaat is voor mij om verschillende redenen interessant: de collaboratieve textuur, de antropologische implicaties (het samplen van een grote variëteit van volkstaal, gebaseerd op het gemeenschappelijk gebruik van een woord of zinsnede) en de komische (speelse) opzet. Geleidelijk aan werden betrokken dichters echter ambitieuzer, zowel ten opzichte van hun gebruik van de techniek als van de gedichten zelf.’
Flarf is, om bij Borges te blijven, eerder een soort Aleph, een punt waar alle plaatsen van de wereld terechtkomen, vanuit alle hoeken gezien.— Jeroen Dera
Flarf is mede beïnvloed door vroegere avant-garde bewegingen als het futurisme, dadaïsme, Oulipo en de Language dichters. Met conceptuele poëzie heeft flarf de gewoonte gemeen om zich platte en commerciële taal toe te eigenen. Maar terwijl conceptualistische toe-eigening doorgaans werkt op het niveau van aanhaling en transcriptie, nemen flarfdichters vaak de vrijheid om hun bronmateriaal naar believen te bewerken.

## Nederlandstalige flarf

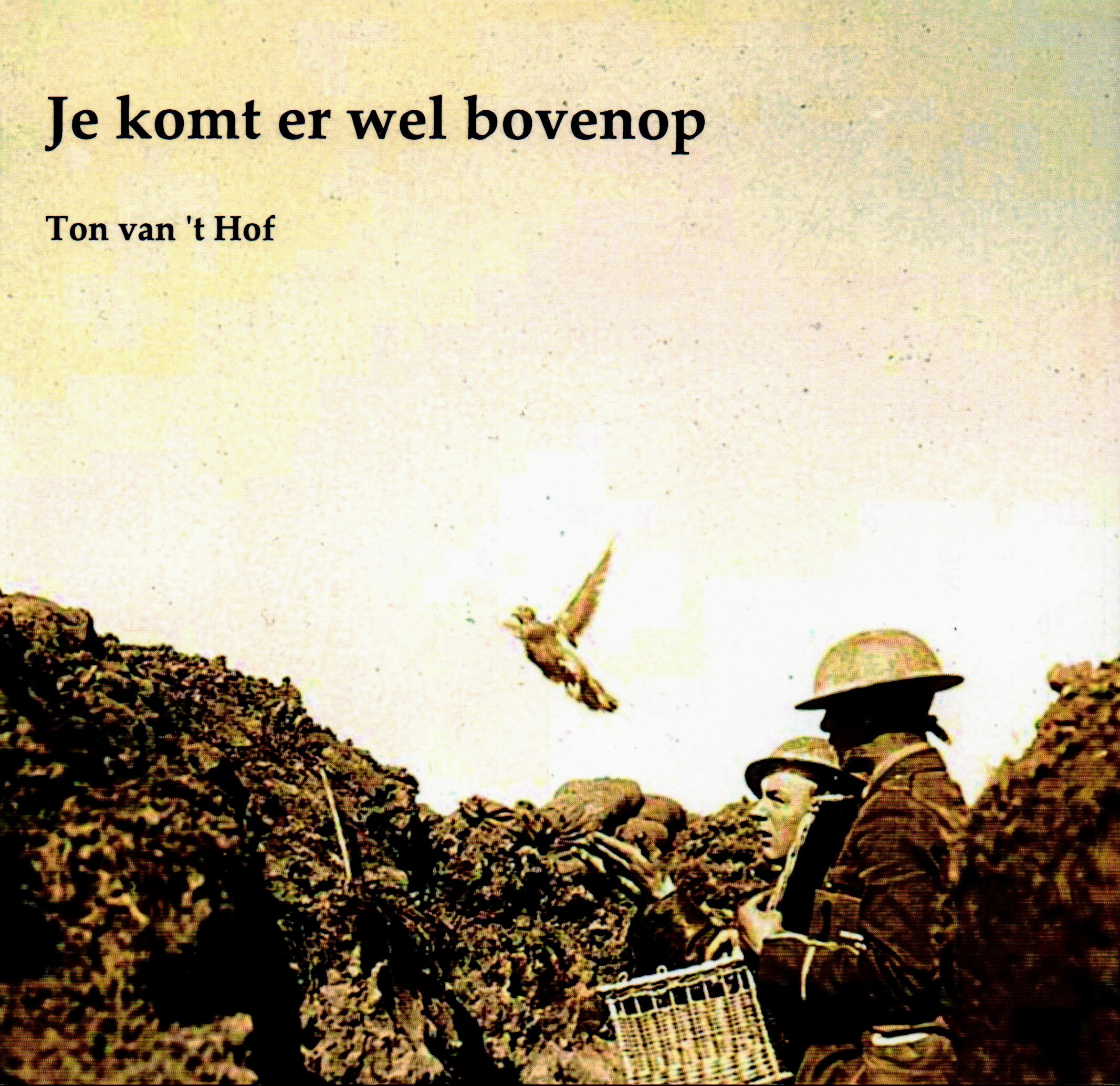
Omslag Je komt er wel bovenop

In 2007 verscheen de eerste Nederlandstalige flarfbundel: Je komt er wel bovenop van Ton van 't Hof. In 2009 hebben de belangrijkste Nederlandstalige flarfdichters zich kort als collectief georganiseerd en samen een bundel uitgebracht, Flarf, een bloemlezing, bij Uitgeverij De Contrabas. Het collectief bestond uit 
Ton van 't Hof, Hans Kloos, Jeroen van Rooij, Willem Bongers, Erwin Vogelezang, Mark van der Schaaf, Sven Staelens en Nanne Nauta.